# Paul Dobrinski
Paul Dobrinski (* 16. November 1927 in Bückeburg; † 12. Februar 2009) war ein deutscher Physiker, der mehr als 30 Jahre lang als Professor für Physik an der Hochschule Hannover tätig war.

## Leben
Nach seinem Abitur im Jahre 1947 studierte Dobrinski ab 1948 Physik und promovierte im Jahr 1955 an der Universität Gießen (Lumineszenz von NaCl-Ag). Bereits zwei Jahre später wurde er als Professor an die Fachhochschule Hannover berufen. Dobrinski engagierte sich über seine Lehrtätigkeit hinaus aktiv im Bereich der Physikausbildung. In den Jahren 1974 bis 1992 war er Vorstandsmitglied des Fachausschusses Physikdidaktik der Deutschen Physikalischen Gesellschaft (DPG). 1986 gründete er die Zeitschrift Junge Wissenschaft, in der junge Wissenschaftler bis zu einem Alter von maximal 23 Jahren Forschungsarbeiten veröffentlichen können. Im selben Jahr wurde er Vertreter der DPG bei der Europäischen Physikalischen Gesellschaft im Bereich Physikausbildung.
Gemeinsam mit den Hochschul-Professoren Gunter Krakau (Regensburg) und Anselm Vogel (München) gab er seit 1970 das erfolgreiche Lehrbuch „Physik für Ingenieure“ heraus.

## Ehrungen und Preise
- Kulturpreis der Eduard-Rhein-Stiftung 2007 für besondere Verdienste auf dem Gebiet der Wissenschaft und Publizistik.[1]